# Giovanni Capis
Giovanni Capis (Domodossola, segle xvi - segle XVII) va ser un jurista i historiador llombard. És l'autor d'un dels textos més antics en dialecte milanès.

## Biografia
Giovanni Capis era fill d'una família il·lustre de la Vall d'Ossola. El seu pare es deia Matteo i va tenir dos fills: Giovanni Matteo Capis (1617 - 1691) i Francesco Capis Minore. Mentre estudiava lleis a Pavia, va escriure el famós Varon Milanes, un diccionari etimològic del lèxic milanès, considerat avui un dels textos més antics de la literatura en aquest dialecte llombard.
En tornar a Domodossola, com a jurista es va comprometre en la defensa de la Jurisdicció de Mattarella contra la infeudació acordada entre la corona hispànica i el Ducat de Milà. També va ocupar càrrecs importants al Tribunal de la Sanitat de Milà, durant la por causada per la pesta.
Precisament en virtut del seu amor per la pàtria, va escriure les Memorie della corte di Mattarella O sia del Borgo di Duomo d'Ossola et sua giurisdittione, obra que va ser publicada pel seu fill Giovanni Matteo el 1673 i considerada entre els textos més antics de la historiografia ossolana.

## Obra
- Varon milanes de la lengua de Milan (1606).
- Memorie della corte di Mattarella O sia del Borgo di Duomo d'Ossola et sua giurisdittione, (1673).